# Ordre de Mérite du grand-duché de Luxembourg

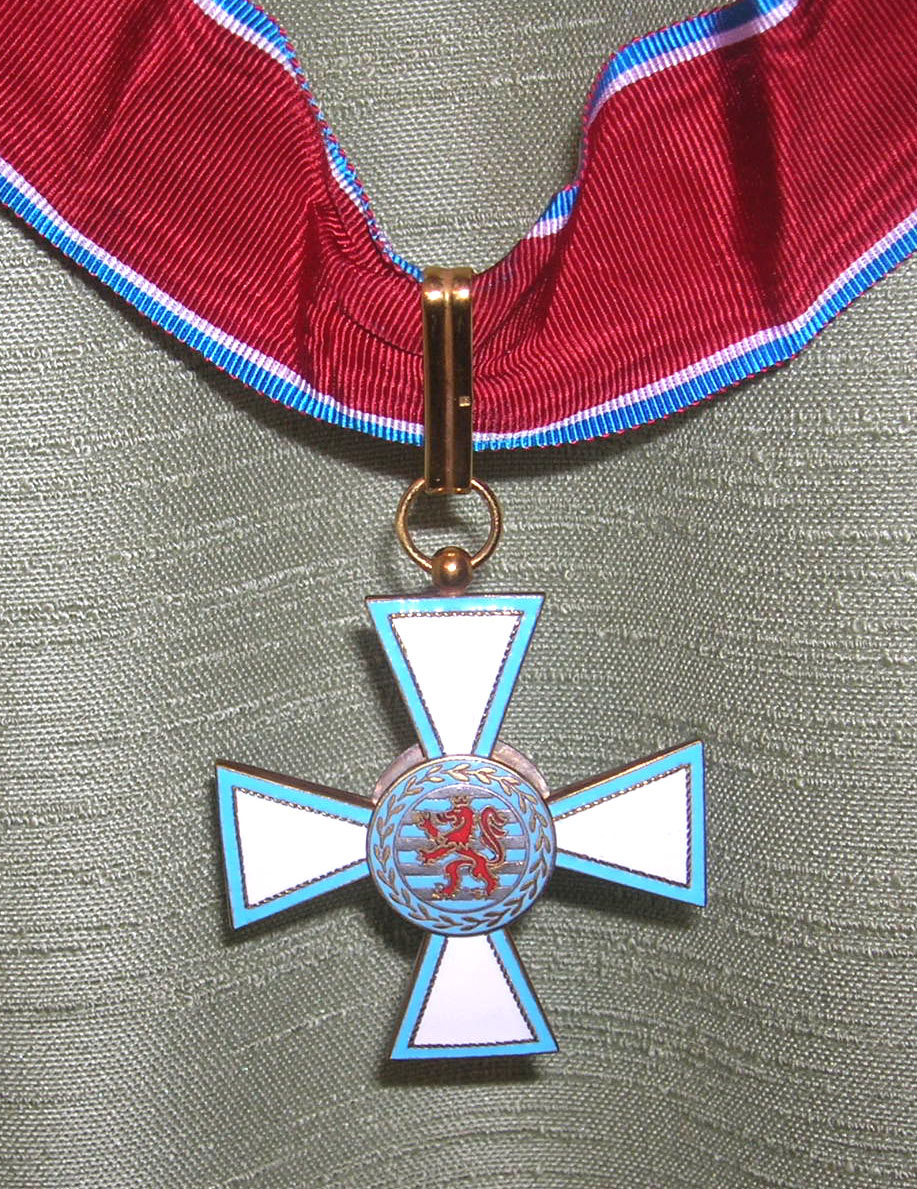
Insigne de Commandeur.

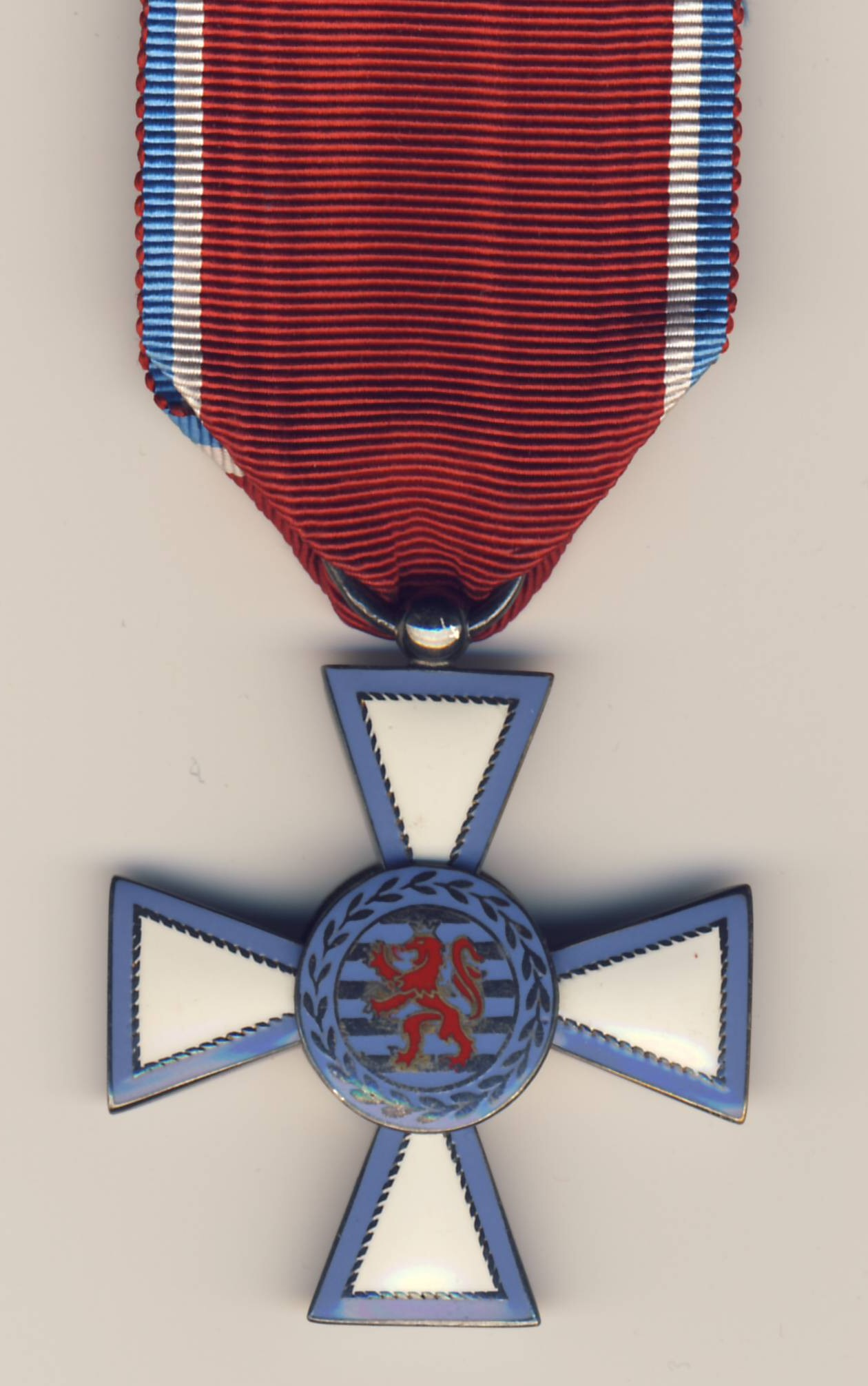
Croix de Chevalier de l'ordre de Mérite.

L'ordre de Mérite du grand-duché de Luxembourg est un ordre honorifique du Luxembourg. Il est institué par arrêté grand-ducal le 23 janvier 1961 par la grande-duchesse Charlotte.

## Grades
L'ordre est constitué de cinq grades :
- grand-croix ;
- grand officier ;
- commandeur ;
- officier ;
- chevalier ;
- médaille en vermeil.

| Barrettes   | Barrettes      | Barrettes  | Barrettes | Barrettes |
| ----------- | -------------- | ---------- | --------- | --------- |
| Grand-croix | Grand officier | Commandeur | Officier  | Chevalier |

## Insigne de l'Ordre
Il consiste en une croix à quatre branches émaillées blanc à listel d’émail bleu sur les deux faces. Au centre sur l’avers un fond argent à burelles émaillées azur sur lequel est rapporté le lion luxembourgeois émaillé de gueules, couronné, armé et lampassé d’or. Un listel émaillé bleu chargé d’une couronne de laurier d’argent est rapporté autour du lion. Au centre sur le revers un fond émaillé de gueules sur lequel est rapporté le monogramme composé de deux C entrelacés surmontés de la couronne grand-ducale, le tout en or. Un listel émaillé bleu est rapporté autour du monogramme.
La plaque consiste en un plateau rayonné à deux branches sur lequel est posé, au centre, l’avers du bijou de l’ordre. Le plateau est en vermeil pour le grade de grand-croix ; il est argenté pour le grade de grand officier. Le ruban est rouge à bords blanc et bleu.
Les membres de l’ordre sont tenus de prendre les dispositions nécessaires afin qu’en cas de décès les insignes dont ils auront été revêtus soient renvoyés au gouvernement. Ils sont également tenus, en cas de promotion à un grade supérieur, de renvoyer les insignes du grade auquel ils avaient été nommés antérieurement.